# Gol Darreh-ye Anūch
Gol Darreh-ye Anūch (persiska: گُل دَرِّۀ اَنوچ, گُل دَرِّه, گُل دَرِّۀ اَنوج, گل درّه انوچ) är en ort i Iran.   Den ligger i provinsen Hamadan, i den nordvästra delen av landet, 300 km sydväst om huvudstaden Teheran. Gol Darreh-ye Anūch ligger 1 912 meter över havet och antalet invånare är 189.
Terrängen runt Gol Darreh-ye Anūch är platt åt sydost, men åt nordväst är den kuperad. Terrängen runt Gol Darreh-ye Anūch sluttar söderut. Runt Gol Darreh-ye Anūch är det tätbefolkat, med 257 invånare per kvadratkilometer. Närmaste större samhälle är Oshtorīnān, 10,4 km söder om Gol Darreh-ye Anūch. Trakten runt Gol Darreh-ye Anūch består i huvudsak av gräsmarker.